# Bama Sportwear
Bama Sportswear es una marca especializada en el diseño y la producción de ropa deportiva, buzos deportivos, ropa de algodón, jersey, y prendas de vestir en general. La ropa se especializa en las líneas de ropa deportiva, casual, outdoor y atletas de competición.
Bama es reconocida por el diseño excepcional y detalle de su confección, el alto valor agregado y el uso de las últimas tecnologías para fabricar prendas de alta gama. Junto a un equipo de diseñadores e ingenieros elaboran lo mejor de la moda y calidad en cada prenda de vestir.

## Historia
Bama Sportwear, es una empresa  peruana de ropa y otros artículos de deporte; fundada en 1995 en Perú por Octavio Paquita quien creó esta marca con el fin de innovar la industria textil. A inicios se usó el nombre de "bamatex" para hacer referencia de la fabricación de prendas textiles, con el tiempo y para distinguirla, se denomina con el nombre de "BAMA PERU".
Desde 1995 BAMA PERU participa en el diseño y fabricación de diversos productos textiles con lo cual Bama viene ampliando su gama de productos textiles. 
En los últimos años, a la imagen de marca ha crecido notablemente, como símbolo de la diferenciación, espíritu del deporte y la superación.

## Bama en la actualidad
Actualmente, Bama dispone de proveedores de prestigio internacional y talleres propios equipados con maquinaria industrial textil de última generación, garantizando óptimos estándares de calidad, entrega oportuna y excelente calidad en la fabricación de productos textiles. Desde 2008 Bama viene trabajando con su sede productiva principal en Lima capital de Perú

## Marca
El isotipo, denominado "corredor", fue creado por un diseñador formado por la marca quien se inspiró en un atleta y la velocidad, es un símbolo de competitividad lo que refleja la marca Bama Sportswear.

## Productos
La gama de productos Bama incluye prendas de vestir, casacas de vestir, casacas de invierno, cortavientos, pantalones, shorts, camisetas de fútbol, basket, vóley, atletismo, buzos , polos, guantes, gorras,  medias de fútbol, etc.